# Alleanza Bolivariana per le Americhe
L'Alleanza Bolivariana per i Popoli della Nostra America - Trattato Commerciale dei Popoli (ALBA-TCP; in spagnolo Alianza Bolivariana para los Pueblos de Nuestra - Tratado de Comercio de los Pueblos) è un progetto di cooperazione e organizzazione intergovernativa politica, sociale ed economica tra i paesi dell'America Latina e i paesi caraibici, promossa dal Venezuela e da Cuba in alternativa all'Area di libero commercio delle Americhe (ALCA). L'aggettivo "bolivariana" si riferisce al generale Simón Bolívar.
Fondata inizialmente da Cuba e Venezuela nel 2004, è associata principalmente a governi socialisti. I dieci paesi membri sono Antigua e Barbuda, Bolivia, Cuba, Dominica, Grenada, Nicaragua, Saint Kitts e Nevis, Saint Lucia, Saint Vincent e Grenadine e Venezuela. Il Suriname è stato ammesso all'ALBA come Paese ospite in un vertice del febbraio 2012. Le nazioni ALBA possono condurre scambi utilizzando una valuta regionale virtuale nota come SUCRE. Venezuela ed Ecuador hanno concluso il primo accordo commerciale bilaterale utilizzando il Sucre nel 2010. L'Ecuador si è ritirato dal gruppo nell'agosto 2018.

## Storia
Il presidente Evo Morales della Bolivia aderì all'accordo il 29 aprile 2006. Nel dicembre 2006 Rafael Correa, neoeletto presidente dell'Ecuador, ha firmato, a Caracas, l'impegno di adesione della repubblica sudamericana. L'11 gennaio 2007 il Nicaragua aderisce formalmente all'ALBA, divenendone il quarto membro: è il primo atto ufficiale del neo-presidente Daniel Ortega, insediatosi appena un giorno prima, il 10 gennaio. Nel gennaio 2008 aderisce la Dominica e il presidente dell'Honduras Zelaya firma l'ingresso del suo Paese il 26 agosto 2008. Nell'aprile 2009 Saint Vincent e Grenadine è stata accettata come settima nazione dell'ALBA e il primo ministro Ralph Gonsalves ha partecipato al meeting di Cumaná.
La Giamaica, su invito di Chávez, e il Messico, su invito di Ortega, vennero invitati a unirsi ai Paesi dell'ALBA. Chávez invitò i Paesi dell'America centrale ad aderire all'ALBA, e invitò l'Argentina a utilizzare il SUCRE, la valuta virtuale di questa organizzazione. Il Vietnam venne invitato a partecipare come osservatore. Nell'undicesimo vertice dell'ALBA nel febbraio 2012, Suriname, Saint Lucia e Haiti chiesero l'ammissione all'organizzazione. Ad Haiti venne concesso lo status speciale di membro permanente e gli altri due Paesi vennero nominati membri speciali, in attesa della loro piena incorporazione.
Chávez venne onorato postumo dagli allora 9 Paesi membri del gruppo e dagli ospiti speciali Uruguay, Argentina, Brasile, Suriname, Guyana e Haiti al 12° vertice presidenziale del gruppo a Guayaquil, in Ecuador.
L'Ecuador si è ritirato dall'ALBA nell'agosto 2018. Il governo provvisorio della Bolivia si è ritirato nel novembre 2019 durante la crisi politica, ma il governo di Luis Arce si è riunito all'ALBA dopo le elezioni generali boliviane del 2020.

## Adesioni
Attualmente ne fanno parte:
| Nome comune               | Nome ufficiale                                                                               | Adesione                     | Moneta                        | Popolazione | Area (km²)  | PIL PPA (in miliardi di dollari USA) |
| ------------------------- | -------------------------------------------------------------------------------------------- | ---------------------------- | ----------------------------- | ----------- | ----------- | ------------------------------------ |
| Antigua e Barbuda         | Antigua and Barbuda                                                                          | 24 giugno 2009               | Dollaro dei Caraibi Orientali | 85.632      | 442         | 1.575                                |
| Bolivia                   | Estado Plurinacional de Bolivia                                                              | 29 aprile 2006               | Boliviano                     | 10.426.160  | 1.098.581   | 50.904                               |
| Cuba                      | República de Cuba                                                                            | 14 dicembre 2004             | Peso cubano                   | 11.451.652  | 110.861     | 114.100                              |
| Dominica                  | Mancomunidad de Dominica                                                                     | 20 gennaio 2008              | Dollaro dei Caraibi Orientali | 72.660      | 754         | 0.977                                |
| Grenada                   | Grenada                                                                                      | 14 dicembre 2014             | Dollaro dei Caraibi Orientali | 111.454     | 348.5       | 1.467                                |
| Nicaragua                 | República de Nicaragua                                                                       | 23 febbraio 2007             | Córdoba nicaraguense          | 5.891.199   | 129.495     | 18.878                               |
| Saint Kitts e Nevis       | Federazione di Saint Christopher e Nevis                                                     | 14 dicembre 2014             | Dollaro dei Caraibi Orientali | 54.961      | 261         | 1.087                                |
| Saint Lucia               | Saint Lucia                                                                                  | 20 luglio 2013               | Dollaro dei Caraibi Orientali | 180.870     | 617         | 2.101                                |
| Saint Vincent e Grenadine | San Vicente y las Granadinas                                                                 | 24 giugno 2009               | Dollaro dei Caraibi Orientali | 104.000     | 389         | 1.259                                |
| Venezuela                 | República Bolivariana de Venezuela                                                           | 14 dicembre 2004             | Bolívar venezuelano           | 30.102.382  | 916.445     | 374.111                              |
| ALBA                      | Alianza Bolivariana para los Pueblos de Nuestra América - Tratado de Comercio de los Pueblos | 14 dicembre 2004 (creazione) | SUCRE                         | 58.480.970  | 2.258.193,5 | 566.459                              |

## Accordi di integrazione
- Accordo tra il Presidente del Venezuela e il Presidente del Consiglio di Stato di Cuba per l'applicazione dell'ALBA (14/12/2004. 	ALBA: Cuba, Venezuela).
- Dichiarazione finale della prima riunione Cuba-Venezuela per l'applicazione dell'ALBA (28/04/2005. ALBA)
- Incontro esecutivo a Cuba (19/05/2005. ALBA)
- Accordo di cooperazione energetica "Pertocaribe" e fondo ALBA-Caribe (29/06/2005. ALBA-Caribe)
- Contributo e sottoscrizione da parte della Bolivia alla dichiarazione congiunta firmata all'Avana il 14 dicembre 2004 tra Cuba e Venezuela (29/04/2006. ALBA)
- Comunicato congiunto (29/04/2006. ALBA)
- Accordo per l'applicazione dell'ALBA e del Trattato sul Commercio dei Popoli. (29/04/2006. ALBA: Bolivia, Cuba, Venezuela)

### Accordi bilaterali
- Documenti tra l'Argentina ed il Venezuela (31/01/2005. Argentina, Venezuela)
- Accordo di cooperazione Bolivia-Venezuela (23/01/2006.	Bolivia, Venezuela)
- Comunicato congiunto sull'alleanza strategica Brasile-Venezuela (14/02/2006. Brasile, Venezuela)
- Accordo integrale della cooperazione energetica tra Venezuela e Uruguay (14/03/2006. Uruguay, Venezuela)

### Altri accordi e impegni
- Trattato di cooperazione amazzonica (28/05/1980. Bolivia, Brasile, Colombia, Ecuador, Guyana, Perú, Suriname e Venezuela)
- Gli impegni assunti al IV Summit sul debito sociale “Impegni di Caracas” (26/02/2005. IV Cumbre Deuda Social)
- Dichiarazione della Guayana del 28 marzo 2005 (28/03/2005. Brasile, Venezuela, Spagna, Colombia)
- Inaugurazione del "Grande gasdotto del Sud" (20/01/2006. Argentina, Brasile e Venezuela)
- Conferenza stampa per la firma di accordo sulla struttura dell'ALBA (29/04/2006. Bolivia, Cuba e Venezuela)
- Dichiarazione di Puerto Iguazù (04/05/2006. Argentina, Bolivia, Brasile e Venezuela)
- Protocollo di adesione della Bolivia al Mercosur (04/07/2006. Argentina, Brasile, Paraguay, Uruguay e Venezuela)

## Critiche
Nell'agosto 2013, BBC News ha dichiarato che "l'ALBA è composta da una nazione ricca di petrolio e da vari pesciolini che desiderano beneficiare della sua generosità" e che "ci sono poche possibilità che la retorica diventi realtà presto". Quando è iniziata la crisi in Venezuela, il presidente Nicolás Maduro ha invitato gli altri membri dell'ALBA a iniziare a contribuire, sebbene i membri più piccoli abbiano preso le distanze dalla proposta poiché cercavano solo i benefici dal Venezuela.
Durante le proteste venezuelane del 2017, Williams Dávila, presidente della commissione Mercosur per gli affari internazionalie e per la pianificazione interregionale e strategica, ha criticato l'ALBA, affermando che "il populismo attacca sempre l'OAS perché è composto da Stati sovrani, ma gli Stati che fanno parte dell'ALBA agiscono da Paesi vassalli di Cuba".
Nel luglio 2018, il presidente dell'Ecuador Lenín Moreno ha preso le distanze dall'ALBA, affermando che l'organizzazione "non ha funzionato per un po'".